# Sibiu
Sibiu (en latín: Cibinium, en húngaro: Nagyszeben, en alemán: Hermannstadt) es el mayor municipio y la capital del distrito de Sibiu, en Rumanía. Es un importante centro económico y cultural de Transilvania, y entre 1692 y 1791 fue la capital del Principado de Transilvania. Según el censo de 2011 tiene una población de 147 245.
La ciudad fue fundada por colonos sajones de Transilvania en el siglo XII, que le dieron el nombre de Hermannstadt. En el siglo XVII se convirtió en la capital de la Transilvania austrohúngara y el centro político de los alemanes en la provincia. Sibiu pasó a ser parte de Rumanía desde 1918, y hasta la Segunda Guerra Mundial era la ciudad más importante para la minoría alemana de Rumanía. Entonces experimentó regímenes dictatoriales durante los años de la ocupación nazi y luego comunista. Al final de esa época, en el período la revolución rumana de 1989 se registraron víctimas mortales en la ciudad. Además hubo cientos de personas heridas, y cuantiosas pérdidas materiales y culturales. En recuerdo de este episodio Sibiu fue declarada como “ciudad mártir”.
Debido a su diversidad étnica consecuencia de su turbulenta historia, la ciudad presenta una arquitectura variada. En el siglo XXI, las autoridades de Sibiu de orígenes sajones, han realizado una serie de importantes reformas que, entre otras cosas, han restaurado y peatonalizado las tres plazas entrelazadas que presiden el centro urbano. Sus barrios históricos son de los mejor preservados del país, y sus fortificaciones medievales han sido mantenidas, lo que contribuyó en 2007 a que la ciudad fuese designada —junto con Luxemburgo— Capital Europea de la Cultura. Ello constituyó un símbolo importante porque por primera vez desde la caída del Muro de Berlín, una ciudad en la antigua Europa del Este fue elegida para llevar ese título.
El río Cibin pasa por la ciudad, y la zona geográfica de Sibiu es una de las regiones más visitadas de Rumanía.

## Toponimia
No está claro si el río Cibin da o recibe el nombre de la ciudad de Sibiu.

## Historia
Los primeros documentos de la ciudad datan de 1191, cuando el papa Celestino III la mencionó con el nombre de Cibinium. Fue construida sobre las ruinas de un asentamiento romano por colonos alemanes originarios de la región del Rin-Mosela, y experimentó un considerable desarrollo económico y político en la Edad Media.
En 1241 la ciudad fue conquistada y parcialmente destruida durante la invasión tártara. Pese a ello, a finales de ese siglo se construyó en Sibiu el primer hospital de la actual Rumanía, y para el siglo XIV el poblado ya era un importante centro comercial en la región. Así, en 1376 los artesanos se agruparon en 19 gremios diferentes, y paulatinamente Sibiu se convirtió en la más importante de las siete ciudades con presencia alemana, que dieron a Transilvania el nombre de Siebenbürgen en idioma alemán (literalmente "siete ciudades"). Consecuentemente, Sibiu fue la sede de la Universitas Saxorum, la Asamblea de Alemanes en Transilvania. Siguiendo esta corriente de desarrollo, en 1380 se menciona por primera vez la escuela de Sibiu, una de las ocho escuelas sajonas de la época.
Aproximadamente en 1530 comenzó a funcionar la impreta de Sibiu que fue la primera de Transilvania. Allí se imprimió en 1544 el Catecismo rumano, el primer libro no escrito en latín de Rumania.
En el siglo XVII, la opinión pública reconocía a Sibiu como la ciudad más oriental de la esfera europea; era también el punto oriental más extremo al que llegaban las rutas postales del Sacro Imperio Romano Germánico.

### Edad Contemporánea
La apertura en Sibiu del primer teatro en la actual Rumanía en 1788 se enmarca en movimiento que permitió que la ciudad fuese considerada como uno de los centros de culturales más importantes de la región durante el siglo XIX.

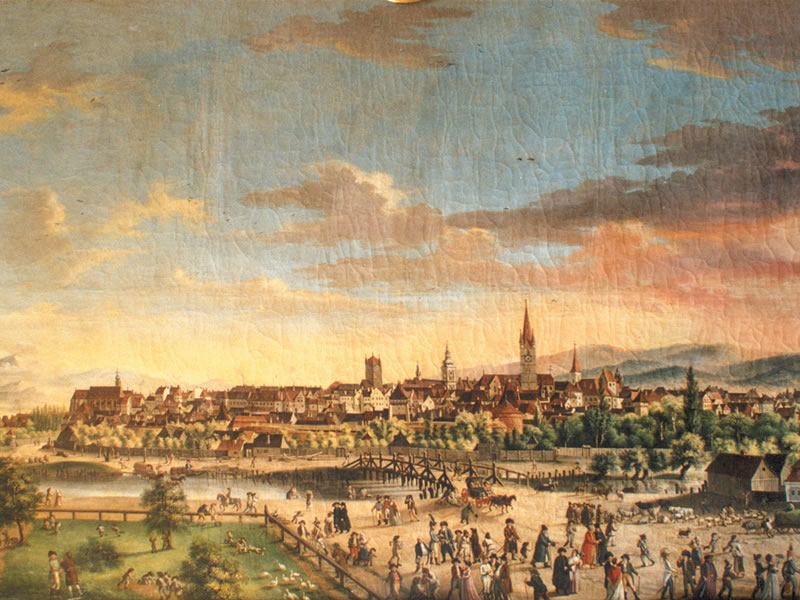
Ilustración de la ciudad de Sibiu por Frans Neuhauser en 1808.

En ella se fundó el Banco Albina, el primero de propiedad rumana y, también, la Asociación Cultural ASTRA (Asociación Transilvana para la Literatura y la Cultura rumanas). Además, en 1817 se inauguró el Museo Brukenthal, primer museo en la actual Rumanía.
En 1860, tras el reconocimiento de la Iglesia ortodoxa rumana en el Imperio Austrohúngaro, Sibiu se convirtió en su sede metropolitana. Actualmente se considera a la ciudad como la tercera en cuanto a importancia religiosa ortodoxa en Rumanía. Entre la Revolución húngara de 1848 y el año 1867 (el año del Ausgleich), Sibiu fue el punto de reunión de la "Dieta de Transilvania", que había adquirido su forma más representativa tras el acuerdo del Imperio para extender el derecho a voto en la región.
Otros hitos de este periodo son la primera utilización de la electricidad en la actual Rumania e inauguración de la primera línea eléctrica del sudeste de Europa en 1896, y la puesta en marcha del segundo tranvía eléctrico de Europa en 1904. También se construyó el primer zoológico del país en 1928.
Tras el fin de la Primera Guerra Mundial, con la disolución de Austria-Hungría, Sibiu pasó a formar parte del Reino de Rumanía. La mayoría de su población era de ascendencia alemana (hasta 1941), pero también había importantes comunidades de rumanos y húngaros.

#### Desde 1945
Desde el fin de la Segunda Guerra Mundial en Europa en 1945, la mayor parte de la población de origen alemán emigró a Alemania.
Durante la revolución rumana de 1989, Sibiu contó 99 muertos y centenares de heridos, abatidos por francotiradores de élite, ametrallados o disparados desde los helicópteros del ejército. En recuerdo de estos acontecimientos se pueden observar dos placas de mármol, enfrentadas a una distancia de 20 metros en la calle de la Revolución. En una están grabados los nombres de los 25 oficiales y suboficiales del ministerio del Interior abatidos el 22 de diciembre de 1989. En la otra se recuerda a los seis soldados fallecidos el mismo día.

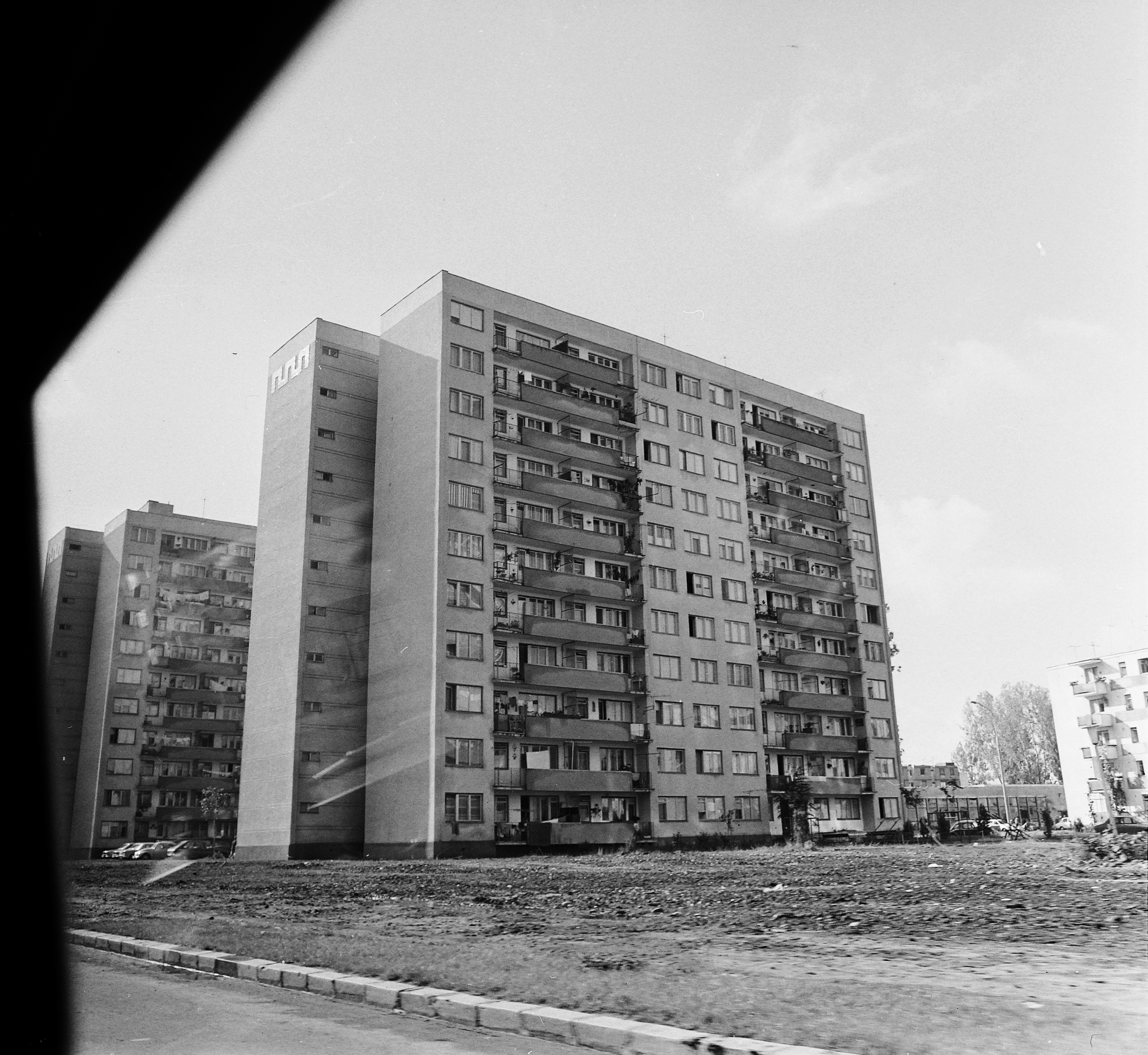
Bloques de edificios en Sibiu en la década de 1970

Tras el derrocamiento del régimen de Nicolae Ceaușescu como consecuencia de la revolución, en 1990 se inició en Sibiu el proceso contra su hijo Nicu Ceaușescu. Este negó ser un genocida y aseguró haber engañado a sus padres para evitar más muertes. Según el periodista Hermann Tertsch, durante su testimonio en la primera sesión del tribunal militar, el acusado “se fue creciendo a lo largo de la sesión, se mostró muy locuaz y se permitió incluso bromas en el relato sobre los trágicos hechos que siguieron al levantamiento”. A mediados de los años 1980, su padre había hecho nombrar a Nicu líder de las Juventudes Comunistas, que era un trampolín para acceder al cargo de secretario general del Partido Comunista Rumano. Luego lo ascendieron a secretario local del partido y jefe absoluto de Sibiu.
En 2004, Rumania pasó a ser uno de los Estados miembro de la Unión Europea. Ello permitió que Sibiu fuese designada como Capital Europea de la Cultura en 2007. Además, el 9 de mayo de 2019, coincidiendo con la celebración del Día de Europa, los líderes de la Unión Europea (UE) suscribieron en Sibiu una declaración en la que manifestaron su disposición “para debatir y encarar su futuro común” en el contexto de la campaña a las elecciones al Parlamento Europeo de ese mes. El documento publicado bajo el título de "Declaración de Sibiu".
Entre los aproximadamente 1400 habitantes de origen alemán que permanecieron en la ciudad hasta 2011, se encuentra Klaus Iohannis, el actual presidente de Rumanía, elegido en 2014. Ello no impidió que numeroso habitantes de la ciudad se destacaran en las protestas en Rumania de 2017-2019.

## Política
El alcalde de Sibiu es Astrid Cora Fodor, elegida en 2016 por el Foro Democrático de los Alemanes en Rumania (FDGR). Entre 2008 y 2014 trabajó con el anterior alcalde de Sibiu, y desde el 2 de diciembre de 2014 fue alcaldesa interina de Sibiu.
En Sibiu nacieron Klaus Iohannis (presidente de Rumania desde 2014) y Radu Vasile (primer ministro de Rumania 1998-1999). Además Octavian Goga quien también fue primer ministro de Rumanía entre 1937 y 1938, vivió en esta ciudad.

## Geografía y clima

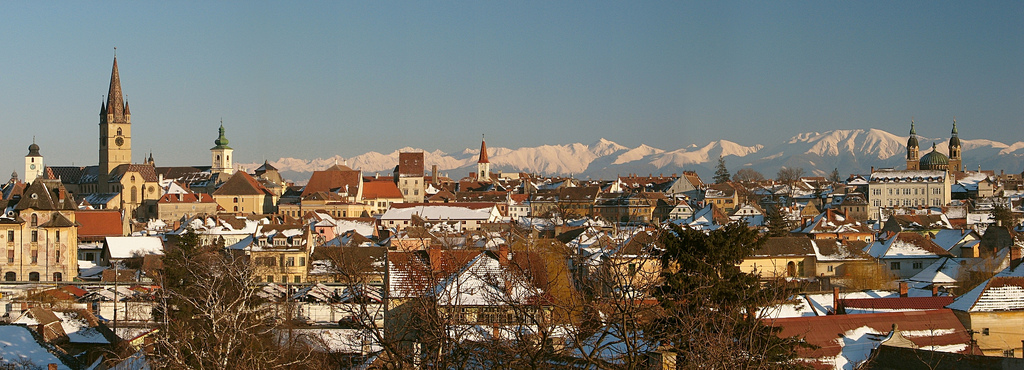
Panorámica de Sibiu.

Sibiu se encuentra cerca del centro geográfico de Rumania. Enclavada en la depresión de Cibin, la ciudad está situada a 20 km de las montañas Făgăraş, a unos 12 km de las montañas Cibin y a unos 15 km de las montañas Lotru, que bordean la depresión en su sección suroeste. Los límites norte y este de Sibiu los forma la meseta de Târnave, que desciende hacia el valle Cibin a través de la colina Guşteriţa.
Por la ciudad pasan el río Cibin y carreteras nacionales e internacionales. Sibiu es también un importante nudo ferroviario de Rumanía, ya que se encuentra en la intersección de las líneas principales este-oeste y norte-sur.
El clima es templado-continental, con temperaturas medias de entre 8 y 9 °C.
| Parámetros climáticos promedio de Sibiu | Parámetros climáticos promedio de Sibiu | Parámetros climáticos promedio de Sibiu | Parámetros climáticos promedio de Sibiu | Parámetros climáticos promedio de Sibiu | Parámetros climáticos promedio de Sibiu | Parámetros climáticos promedio de Sibiu | Parámetros climáticos promedio de Sibiu | Parámetros climáticos promedio de Sibiu | Parámetros climáticos promedio de Sibiu | Parámetros climáticos promedio de Sibiu | Parámetros climáticos promedio de Sibiu | Parámetros climáticos promedio de Sibiu | Parámetros climáticos promedio de Sibiu |
| Mes                                     | Ene.                                    | Feb.                                    | Mar.                                    | Abr.                                    | May.                                    | Jun.                                    | Jul.                                    | Ago.                                    | Sep.                                    | Oct.                                    | Nov.                                    | Dic.                                    | Anual                                   |
| --------------------------------------- | --------------------------------------- | --------------------------------------- | --------------------------------------- | --------------------------------------- | --------------------------------------- | --------------------------------------- | --------------------------------------- | --------------------------------------- | --------------------------------------- | --------------------------------------- | --------------------------------------- | --------------------------------------- | --------------------------------------- |
| Temp. máx. media (°C)                   | -0.6                                    | 2.8                                     | 8.3                                     | 15                                      | 20                                      | 23.3                                    | 26.1                                    | 25.6                                    | 21.7                                    | 15                                      | 8.3                                     | 2.2                                     | 14                                      |
| Temp. mín. media (°C)                   | -8.3                                    | -6.1                                    | -1.7                                    | 3.9                                     | 8.3                                     | 11.7                                    | 13.3                                    | 12.8                                    | 9.4                                     | 4.4                                     | 0.6                                     | -5                                      | 3.6                                     |
| Precipitación total (mm)                | 30.5                                    | 27.9                                    | 33                                      | 55.9                                    | 81.3                                    | 114.3                                   | 86.4                                    | 76.2                                    | 55.9                                    | 45.7                                    | 33                                      | 27.9                                    | 668                                     |
| Fuente: Weatherbase                     |                                         |                                         |                                         |                                         |                                         |                                         |                                         |                                         |                                         |                                         |                                         |                                         |                                         |

## Demografía
Hasta 2011, Sibiu había perdido al 90 % de su población de origen alemán, que se vio reducida a algo más de 1400 personas. Con el tiempo y el desarrollo económico de la ciudad, la población de Sibiu ha ido aumentando progresivamente. Estas son las fechas de los últimos 150 años:
- 1850: || 12.765 habitantes
- 1900: |||| 21.465 habitantes
- 1930: |||||||||| 49.345 habitantes
- 1941: |||||||||||||| 63.765 habitantes
- 1948: |||||||||||||| 60.602 habitantes
- 1966: |||||||||||||||||||||| 109.515 habitantes
- 1977: |||||||||||||||||||||||||||||| 151.005 habitantes
- 1992: |||||||||||||||||||||||||||||||||| 169.610 habitantes
- 2002: ||||||||||||||||||||||||||||||| 155.045 habitantes
- 2011: |||||||||||||||||||||||||||||| 147 245 habitantes[1]

### Grupos étnicos
El desglose étnico a través de los años en Sibiu es el siguiente:

### Religión
| Religión en Sibiu              | Religión en Sibiu         | Religión en Sibiu | Religión en Sibiu | Religión en Sibiu |
| ------------------------------ | ------------------------- | ----------------- | ----------------- | ----------------- |
| Religión                       | Religión                  |                   | %                 | %                 |
| Ortodoxos                      | Ortodoxos                 |                   | 89 %              | 89 %              |
| Católicos                      | Católicos                 |                   | 2 %               | 2 %               |
| Luteranos                      | Luteranos                 |                   | 2 %               | 2 %               |
| Calvinistas                    | Calvinistas               |                   | 1 %               | 1 %               |
| Greco-católicos (Uniatas)      | Greco-católicos (Uniatas) |                   | 1 %               | 1 %               |
| Judíos                         | Judíos                    |                   | 1 %               | 1 %               |
| Otros                          | Otros                     |                   | 4 %               | 4 %               |
| Distribución de las religiones |                           |                   |                   |                   |

La mayoría de la población pertenece a la Iglesia ortodoxa rumana.
Sibiu es la sede de la Metropolía de Transilvania –territorio canónico dentro de la jerarquía de la Iglesia ortodoxa rumana que comprende los distritos de Brașov, Covasna, Harghita y Sibiu–, y sede del Arzobispado de Sibiu (que integran Sibiu y Brașov).

### Lenguas
El idioma fráncico moselano ("moselfränkisch") todavía es hablado por algunos habitantes de Sibiu.

## Economía
Sibiu es una de las ciudades más prósperas de Rumanía, y se beneficia de la más elevada inversión extranjera en el país. Es sede de importantes empresas del sector automovilístico (Bilstein-Compa, Takata, Continental y SNR Roulments). También alberga empresas que se dedican a la producción de componentes para máquinas de textiles, agroindustriales, y de componentes eléctricos (Siemens). Además, Sibiu es la sede de la segunda bolsa de valores más grande de Rumanía (después de la de Bucarest, la capital del país), la Bolsa de Valores de Sibiu.
Los recursos naturales están representados por bosques, heno, pastizales, y tierras agrícolas. En cuanto a los recursos del subsuelo, el más importante es el gas metano, que cuenta con una pureza del 99 %, el gas metano más limpio del mundo.
Desglose de empleo por sector económico
- Industria: 49 %
- Comercio: 15 %
- Construcción: 7,5 %
- Salud: 7,5 %
- Educación: 7 %
- Transporte: 6,5 %

## Infraestructura

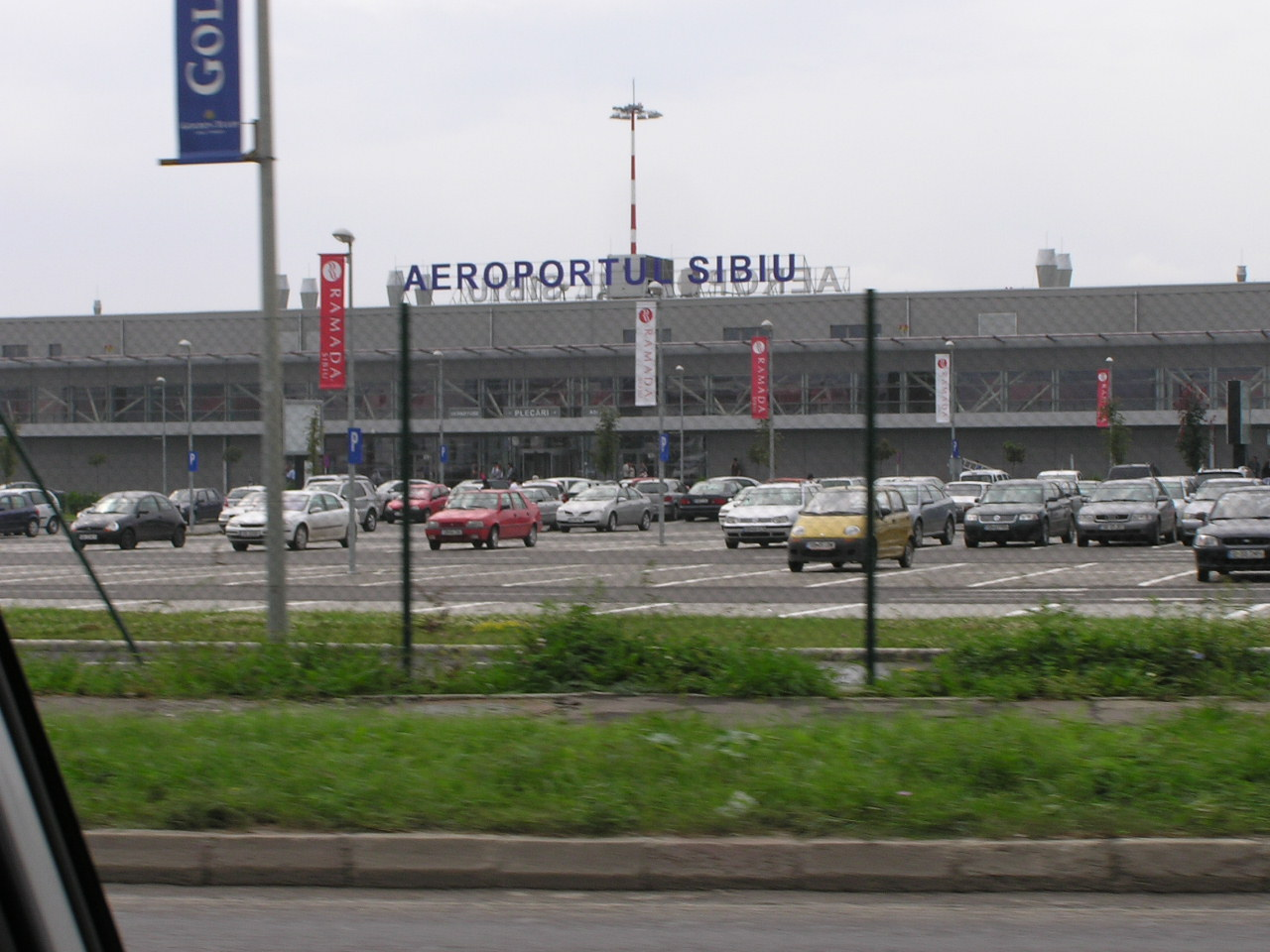
La ciudad cuenta con el Aeropuerto Internacional de Sibiu.

En Sibiu existen hoteles con diferentes clasificaciones. El más conocido de ellos es el Împăratul Romanilor (El Emperador de los Romanos) y se encuentra en la zona medieval de la ciudad. La cadena Continental Hotels Romania cuenta con dos importantes hoteles en la ciudad, uno de los cuales será mejorado y rebautizado como Ibis, pasando a formar parte de la franquicia Accor. En 2007 abrió sus puertas un nuevo hotel de la cadena Ramada.

## Transportes
El sistema de transporte urbano, Tursib, incluye una línea de tranvía que llega hasta Răşinari, cinco líneas de trolebús y veinte líneas de autobús. Sibiu es también un centro importante para el transporte por carretera.
La ciudad es también un importante nudo ferroviario de Rumanía CFR. El ferrocarril conecta Sibiu con Braşov, Râmnicu Vâlcea, Alba Iulia y Mediaş. En Sibiu hay un importante depósito de locomotoras diésel y una terminal de mercancías.

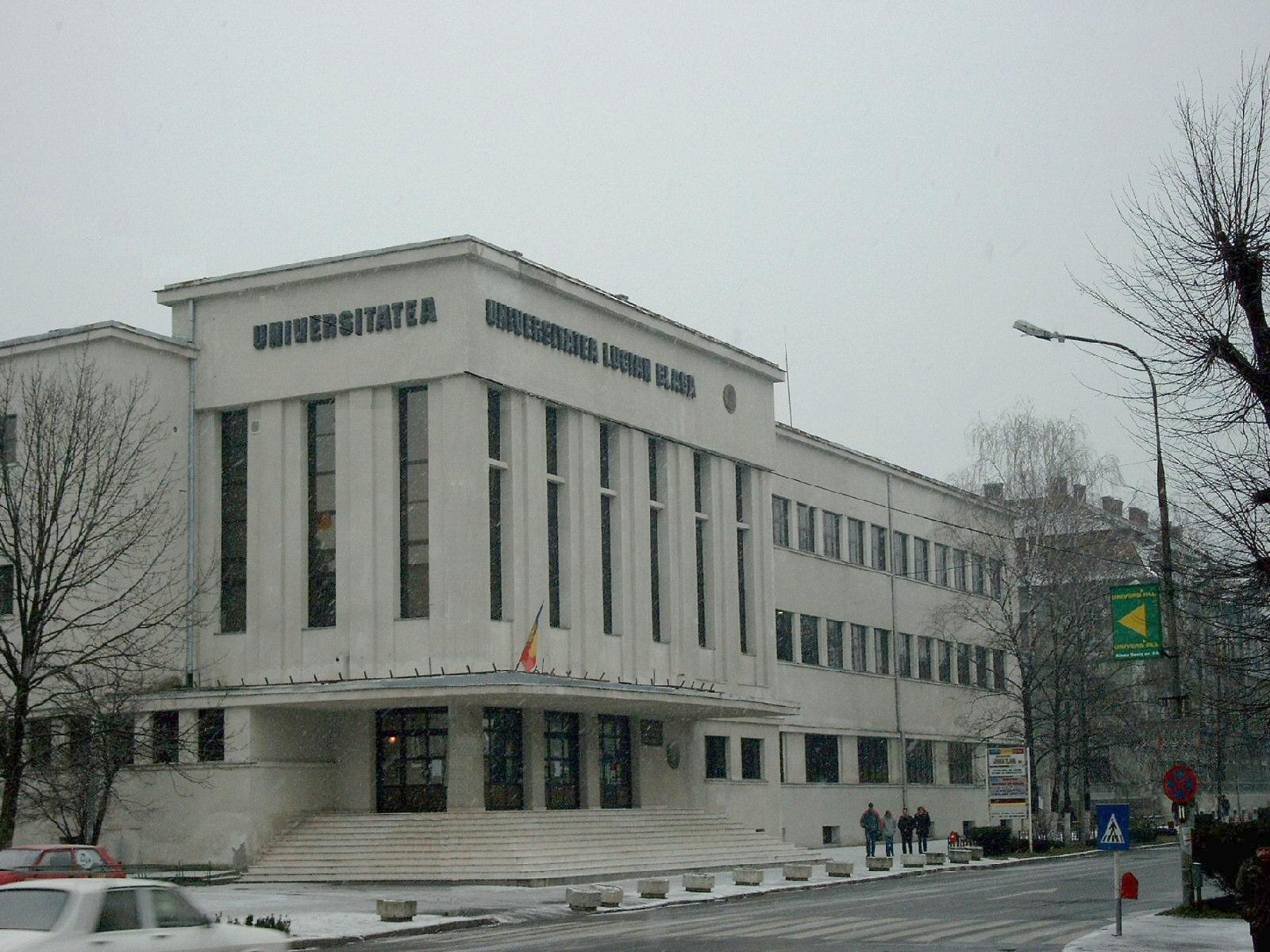
Universidad Lucian Blaga de Sibiu fundada en 1990.

## Educación
Sibiu es un importante centro académico, que, en el 2004 contaba con más de 26 000 estudiantes.

## Ciencia y tecnología
En 1963 se descubrió en los archivos de la ciudad de Sibiu el denominado Manuscrito de Sibiu, un tratado teórico del siglo XVI de 450 páginas escrito en alemán que contiene información sobre el desarrollo y la construcción de cohetes. El autor es Conrad Haas,  jefe de artillería de campo del arsenal de Hermannstadt desde 1529 hasta 1569.
En 1782 Franz Joseph Müller descubrió en Sibiu el elemento químico telurio. En 1795 se instala el primer pararrayos del sudeste de Europa, y en 1797 Samuel Hahnemann abre el primer laboratorio homeopático.
Por otra parte, Hermann Oberth, ingeniero nacido en Sibiu fue pionero de la tecnología de vuelo espacial.

## Cultura

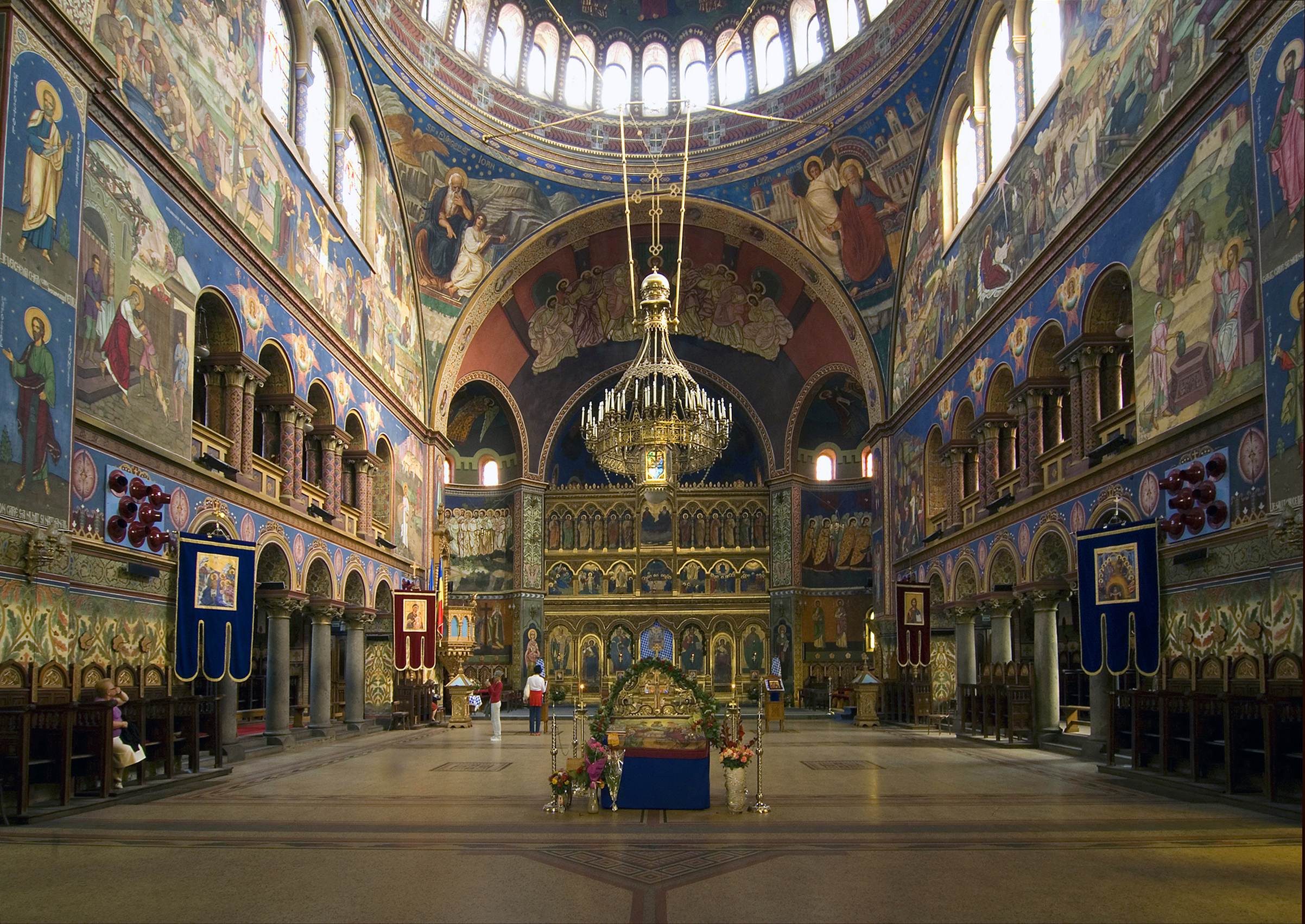
Catedral de la Santa Trinidad de culto ortodoxo rumano, construida a principios del e inspirada en Santa Sofía.

A lo largo de 2007, Sibiu fue junto con Luxemburgo la Capital Europea de la Cultura. Ha sido el evento cultural más importante que haya tenido lugar en la ciudad y esto atrajo turistas, tanto nacionales como extranjeros.
En Sibiu y alrededores existen doce museos que albergan colecciones de arte y exposiciones de artes decorativas, arqueología, antropología, historia, arqueología industrial e historia de la tecnología. Además, al encontrarse en el centro de las antiguas comunidades sajonas de Transilvania, se ha hecho muy conocida por las Iglesias fortificadas de Transilvania. Alrededor de 300 iglesias fortificadas se construyeron alrededor de la ciudad entre los siglos XII y XVI, pero la gran mayoría ha caído bajo los estragos del tiempo. En 2020 Sibiu cuenta con tres catedrales: católica, protestante y ortodoxa.

### Centro histórico de Sibiu y su sistema de plazas
En 2004, el centro histórico de Sibiu y su sistema de plazas fue propuesto para formar parte del Patrimonio de la Humanidad en Rumania. El casco antiguo se extiende a lo largo de la ribera derecha del río Cibin, sobre una colina localizada a unos 200 m del mismo. Se compone de dos entidades diferentes: la Ciudad Alta y la Ciudad Baja. Tradicionalmente, la Ciudad Alta era la zona más rica y el lugar donde se localizaban los comercios, mientras que la Ciudad Baja era mayoritariamente industrial.

#### La Ciudad Baja
La Ciudad Baja (en rumano: Oraşul de jos) se fundó entre el río y la colina y se desarrolló alrededor de las primeras fortificaciones. Las calles son largas y bastante anchas para los estándares medievales. Allí se encuentran algunas plazas pequeñas. La arquitectura es rústica: predominan las casas de dos plantas, con techos altos y portales que conducen a callejones interiores.
La mayoría de las fortificaciones exteriores se perdieron con el desarrollo industrial y con el urbanismo de finales del siglo XIX; sólo se conserva una de las dos torres. Un edificio emblemático del urbanismo moderno es el del colegio Independenţa.
Esta área cuenta con la iglesia local más antigua, la cual data del 1386.

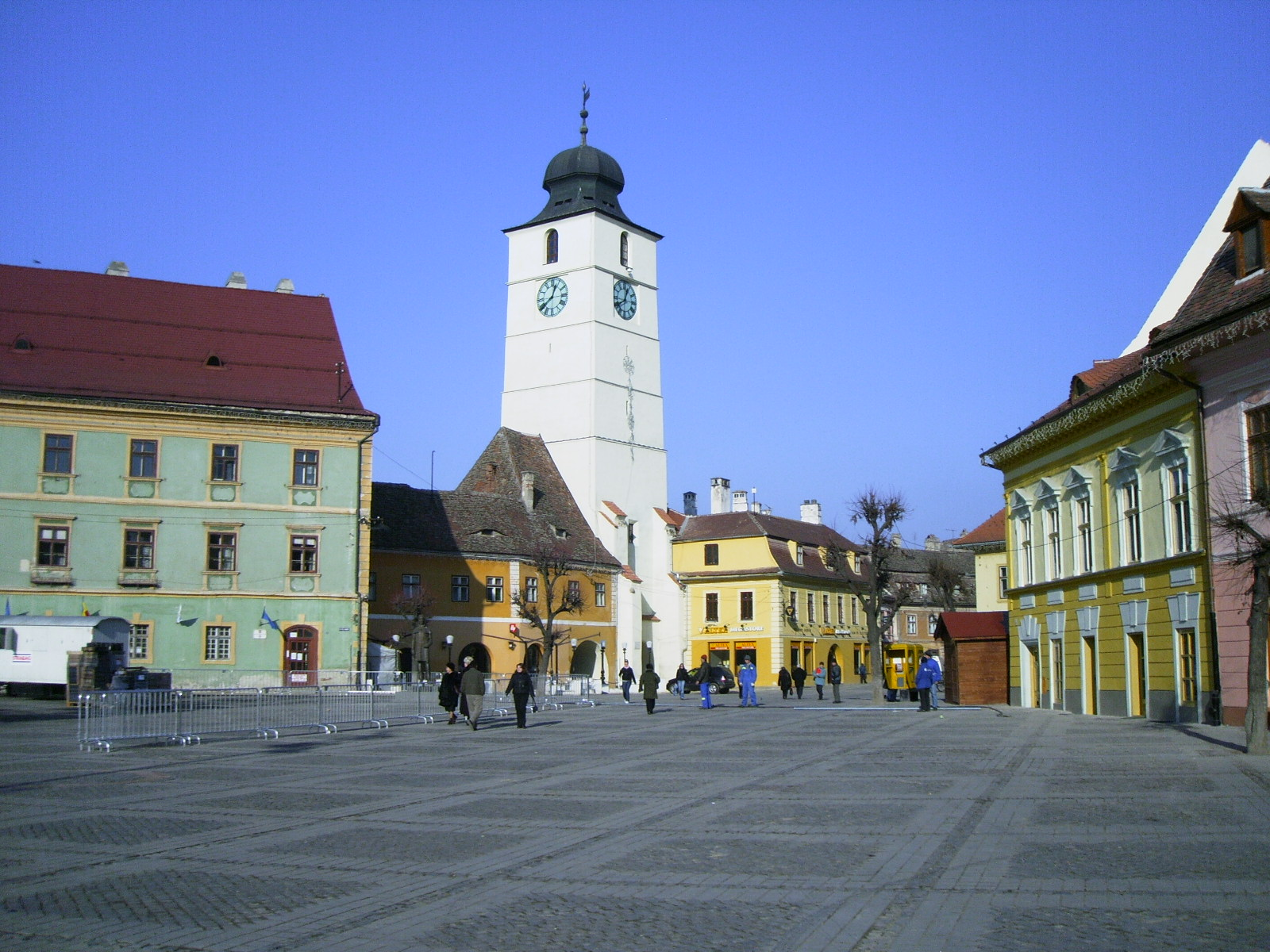
La repavimentada plaza Grande en diciembre de 2006

#### La Ciudad Alta

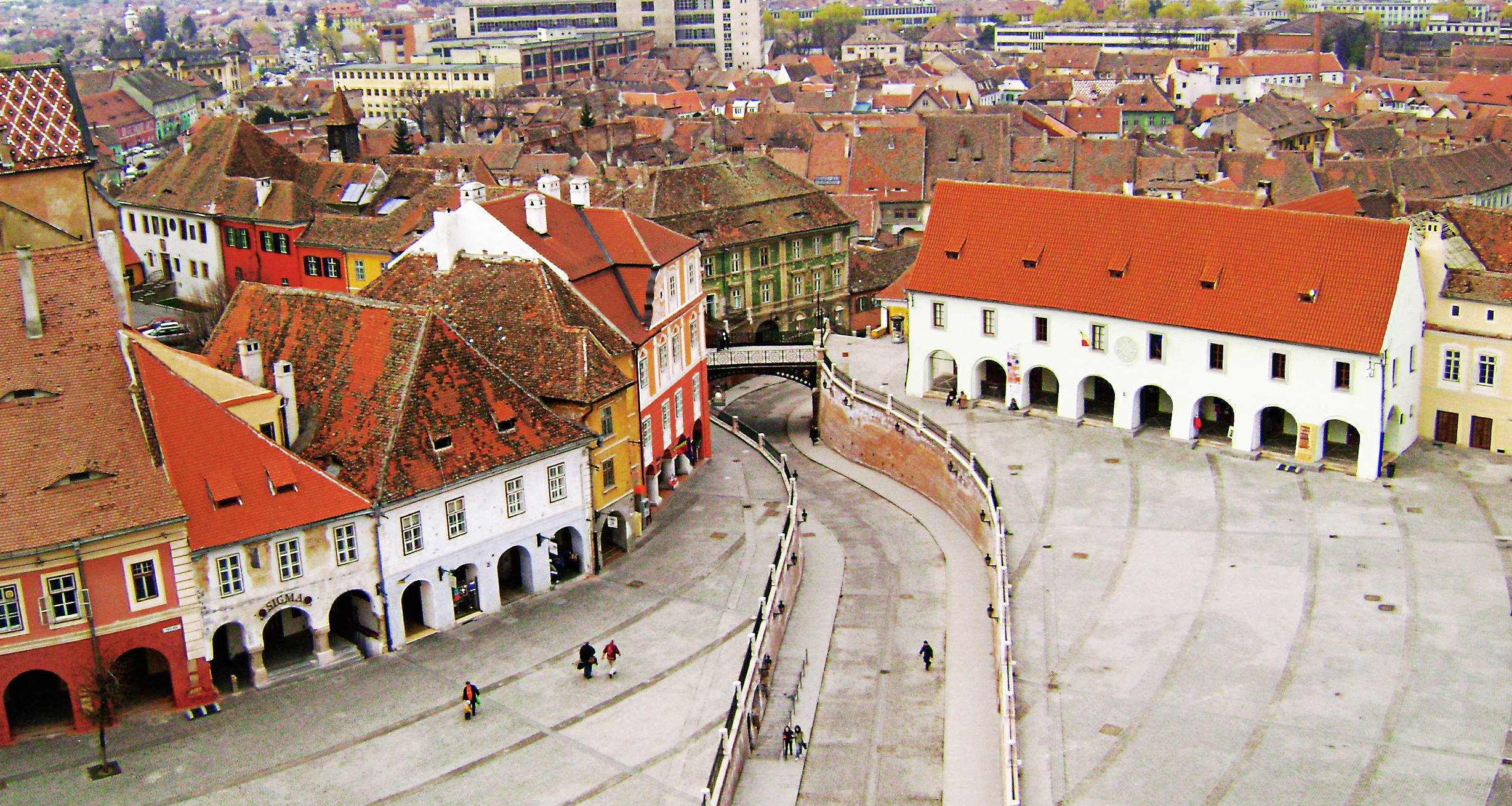
Plaza menor y el puente de los Mentirosos

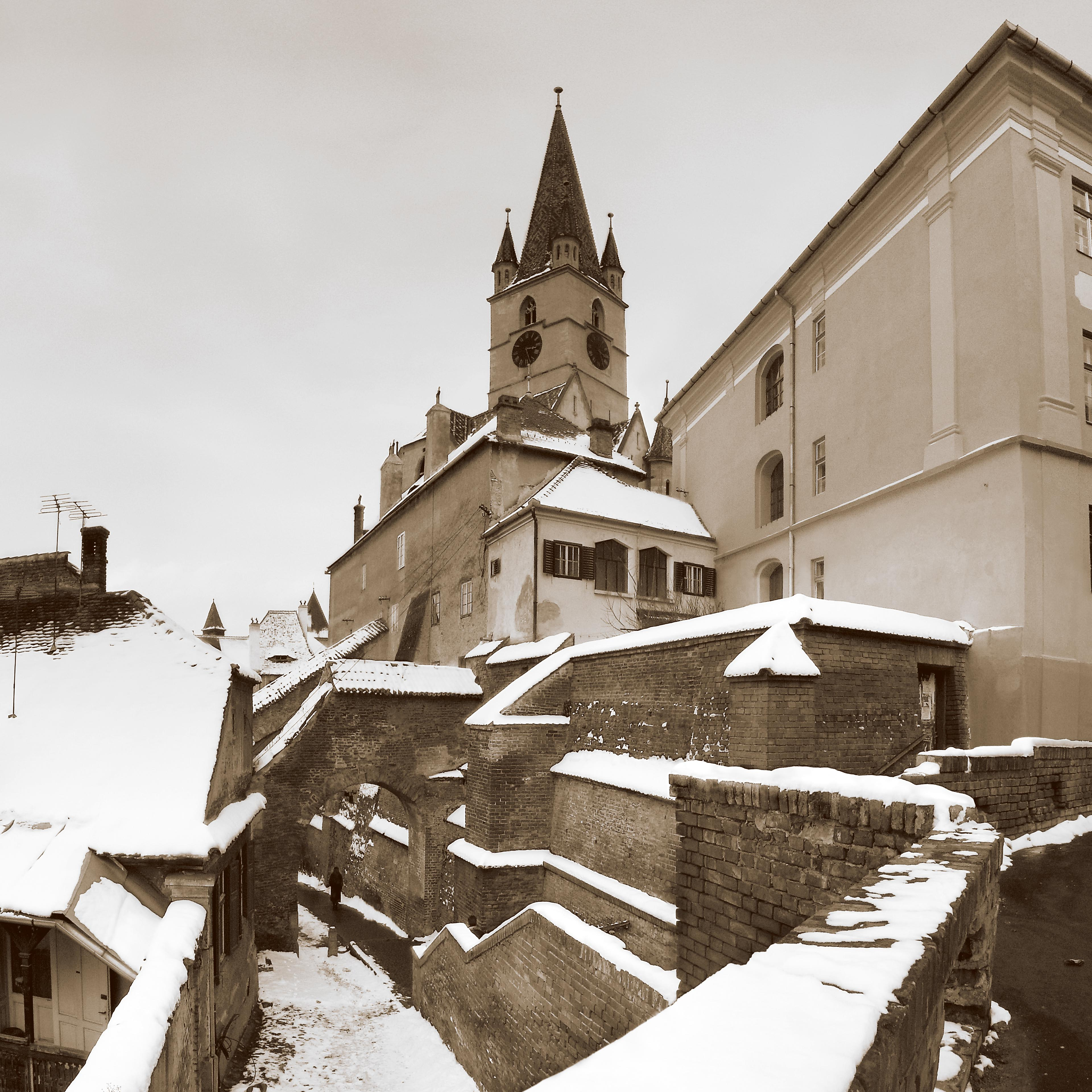
Callejón de las Escaleras

La Ciudad Alta en rumano Oraşul de sus, se ha desarrollado alrededor de tres plazas y de un grupo de calles a lo largo de la colina. Aquí se encuentran más puntos de interés ya que es la parte donde tenían lugar la mayoría de las actividades económicas de la ciudad.
La plaza Grande (Rumano: Piaţa Mare, Alemán: Grosser Ring o Grosser Platz) es, como indica su nombre, la plaza mayor de la ciudad. Esta ha sido el punto central de Sibiu a partir del siglo XVI. Con 142 m de largo y 93 m de ancho, es una de las plazas más grandes de Transilvania. El Palacio Brukenthal, uno de los más importantes de los monumentos barrocos de Rumania, se encuentra en la esquina noroeste de esta plaza. Fue construido entre los años 1777 y 1787 y sirvió como residencia principal del gobernador de Transilvania Samuel von Brukenthal. Aloja la principal parte del Museo Nacional Brukenthal, inaugurado en 1817. Justo al lado se encuentra la Casa Azul, una casa barroca del siglo XVIII que, en su fachada, lleva el viejo escudo de armas de Sibiu.
En el lado norte se encuentra la iglesia jesuita. También en el lado norte, a principios del siglo XX se hizo una construcción en estilo moderno que hoy en día es la sede del Ayuntamiento. En los lados este y sur hay casas de dos y tres plantas, con altos áticos y ventanas pequeñas, conocidas como los ojos de la ciudad. La mayoría de estas casas datan de los siglos XVII y XIX, en su mayoría son de estilo barroco.
Cerca de la iglesia jesuita se encuentra la torre del Consejo, uno de los símbolos de la ciudad. Esta antigua fortaleza del siglo XIV ha sido reconstruida varias veces a lo largo de los años. El edificio colindante era utilizado para las reuniones del consejo de la ciudad; debajo existe un callejón de doble sentido que une la Plaza Grande con la Plaza Pequeña que, Como indica el nombre es la más pequeña, siendo bastante más larga que ancha. Su lado noroeste tiene una forma curvada, mientras que la Plaza Grande es casi rectangular.
En el lado este de la plaza se halla el palacio Filek, de 1802, sede de la Iglesia Evangélica de Confesión Augustana en Rumanía.
El acceso principal a la parte baja de la ciudad es por medio de la calle Ocnei, que pasa bajo el Puente del Mentiroso en alemán (Lügenbrücke), el primer puente de hierro forjado en el actual territorio de Rumania (1859). El puente tiene dimensiones alrededor de 5 m de longitud y 1,6 m de altura, y la apertura del puente es de 10,5 m. A la derecha del puente se encuentra otro símbolo de la ciudad, La Casa de las Artes, un edificio con arcadas y que perteneció antiguamente al gremio de los carniceros. En el lado izquierdo del puente se encuentra la Casa Luxemburgo, un edificio barroco de cuatro niveles, antigua sede del gremio de los orfebres. En la misma plaza se encuentra la antigua sede de los farmacéuticos.

#### La plaza Huet
La Plaza Huet es la tercera de las tres plazas principales de Sibiu. Su característica más notable es la Catedral Luterana Evangélica que se levanta en su centro del siglo XIV. Es el lugar donde se construyeron las primeras fortificaciones. Las construcciones que rodean la plaza son principalmente góticas. En el lado oeste se encuentra el instituto de educación secundaria Brukenthal, en el lugar de una antigua escuela del siglo XV.

### Las fortificaciones

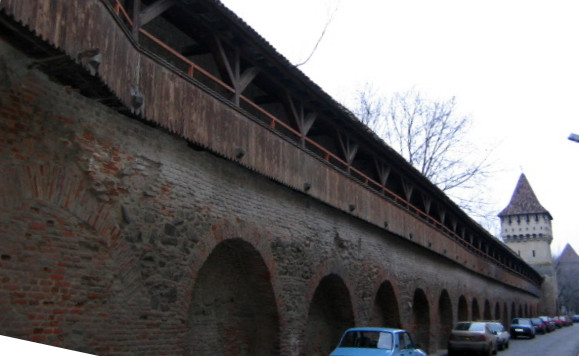
Fortificaciones de Sibiu.

Sibiu ha sido una de las más importantes ciudades amuralladas del sureste de Europa. Múltiples anillos fueron construidos alrededor de la ciudad, la mayoría con ladrillos de adobe. Las murallas del sureste son las mejor conservadas y las tres líneas paralelas son todavía visibles: la primera es un muro exterior de adobe, la segunda es un muro de ladrillo rojo de 10 m de altura y la tercera línea está compuesta por torres conectadas entre sí por otro muro de 10 m de altura. Todas las estructuras están conectadas mediante laberintos de túneles y callejones, concebidos para asegurar la conexión entre la ciudad y las líneas de defensa.
En el siglo XVI muchos elementos modernos fueron añadidos a las fortificaciones, principalmente bastiones. Uno de ellos, el bastión Haller aún existe y se puede admirar a lo largo de la avenida Coposu.
El callejón Passage de las Escaleras nos lleva hacia la Ciudad Baja. Desciende a lo largo de las fortificaciones por debajo de sus arcadas. Es el más pintoresco de los callejones que unen las dos partes de la ciudad.

## Deportes

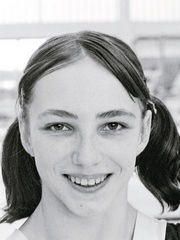
Melita Ruhn (Sibiu, 1965) es una gimnasta artística campeona del mundo en 1979 en el concurso por equipos.

Sabina Cojocar y Steliana Nistor, nacidas en Sibiu, son dos destacadas gimnastas rumanas del siglo XXI. A finales de la década de 1980, Nicu Ceaușescu se instaló en Sibiu con su séquito de empleados, entre los que se destacaba Nadia Comăneci, quien había sido contratada como entrenadora de gimnasia.
Por otra parte, la proximidad de la ciudad a las Montañas Făgăraş la convierte en un destino apreciado para la práctica del senderismo y los deportes de invierno como el esquí.
| Equipo                     | Deporte    | Competición            | Estadio                     | Creación    |
| -------------------------- | ---------- | ---------------------- | --------------------------- | ----------- |
| CSU Atlassib Sibiu         | Baloncesto | Divizia A (baloncesto) | Sala Transilvania           | 1971        |
| FC Hermannstadt            | Fútbol     | Liga I                 | Stadionul Municipal (Sibiu) | 2015        |
| CSU Voința Sibiu (extinto) | Fútbol     | Liga II                | Stadionul Municipal (Sibiu) | 2007 - 2012 |